# Jacques de Wissant
Jacques de Wissant était l'un des Six Bourgeois de Calais, avec son frère Pierre. A cause du nom, on peut supposer qu'ils venaient du village du même nom, Wissant, près de Calais. Les frères et Jean d'Aire sont des cousins d'Eustache de Saint Pierre.

## Le plastique
Après le Jacques de Wissant historique, Auguste Rodin a fait une figure en bronze en 1885-1887. Il porte la clé de la ville de Calais dans sa main. Il est une partie de sa sculpture globale Les Bourgeois de Calais . Elle est sur la place du Beffroi à Calais.
Entre 1884 et 1886, Rodin réalise des études de nus des six personnalités des bourgeois. Après cela, il les drapa de toile humide. Il a voulu mieux comprendre à quoi ressemblent les figures humaines vêtues de sacs. Avant la sculpture définitive, Rodin réalise une étude de Jacques de Wissant. Il a aussi conçu une main gauche.

### Galerie

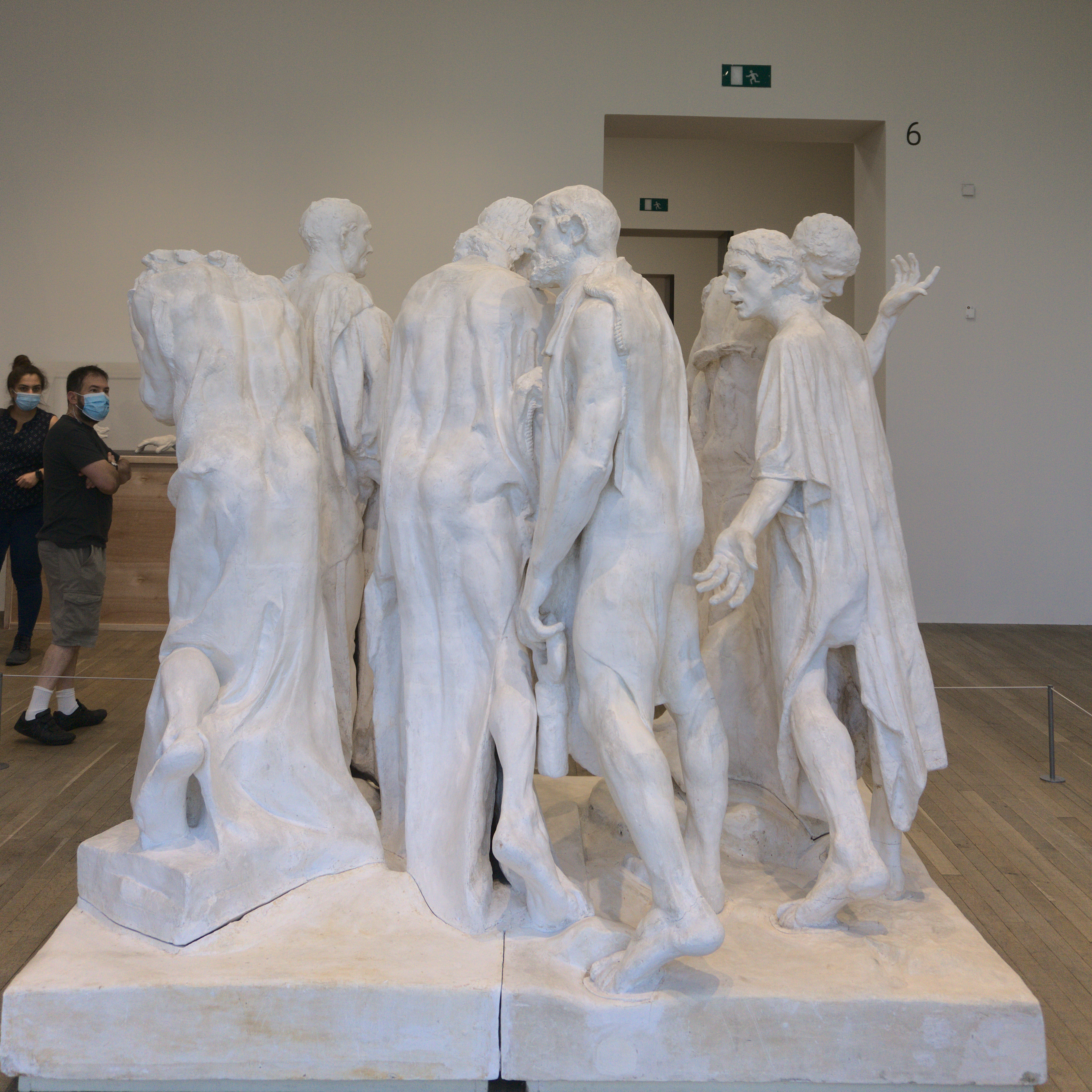
Le groupe

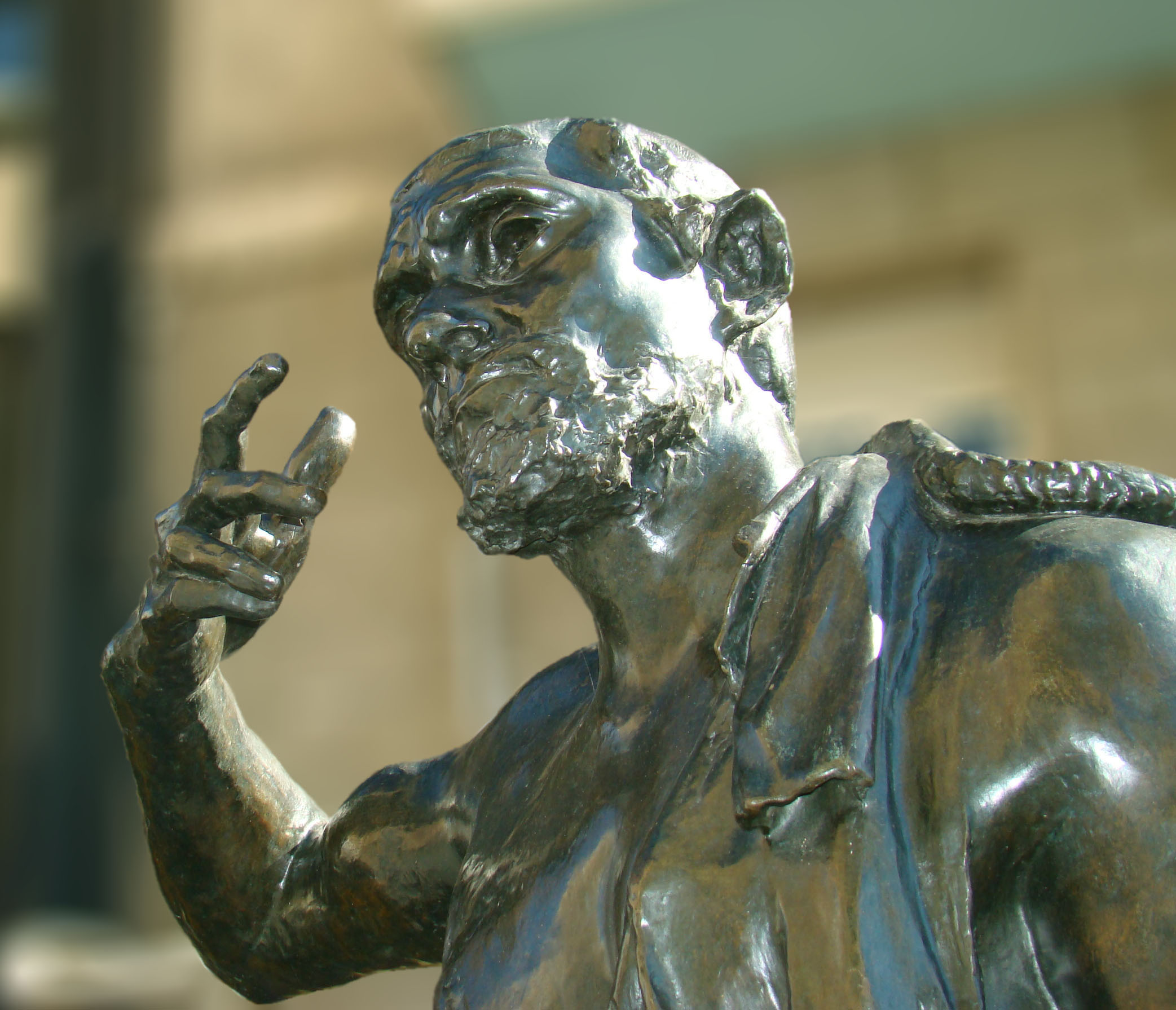
La tête
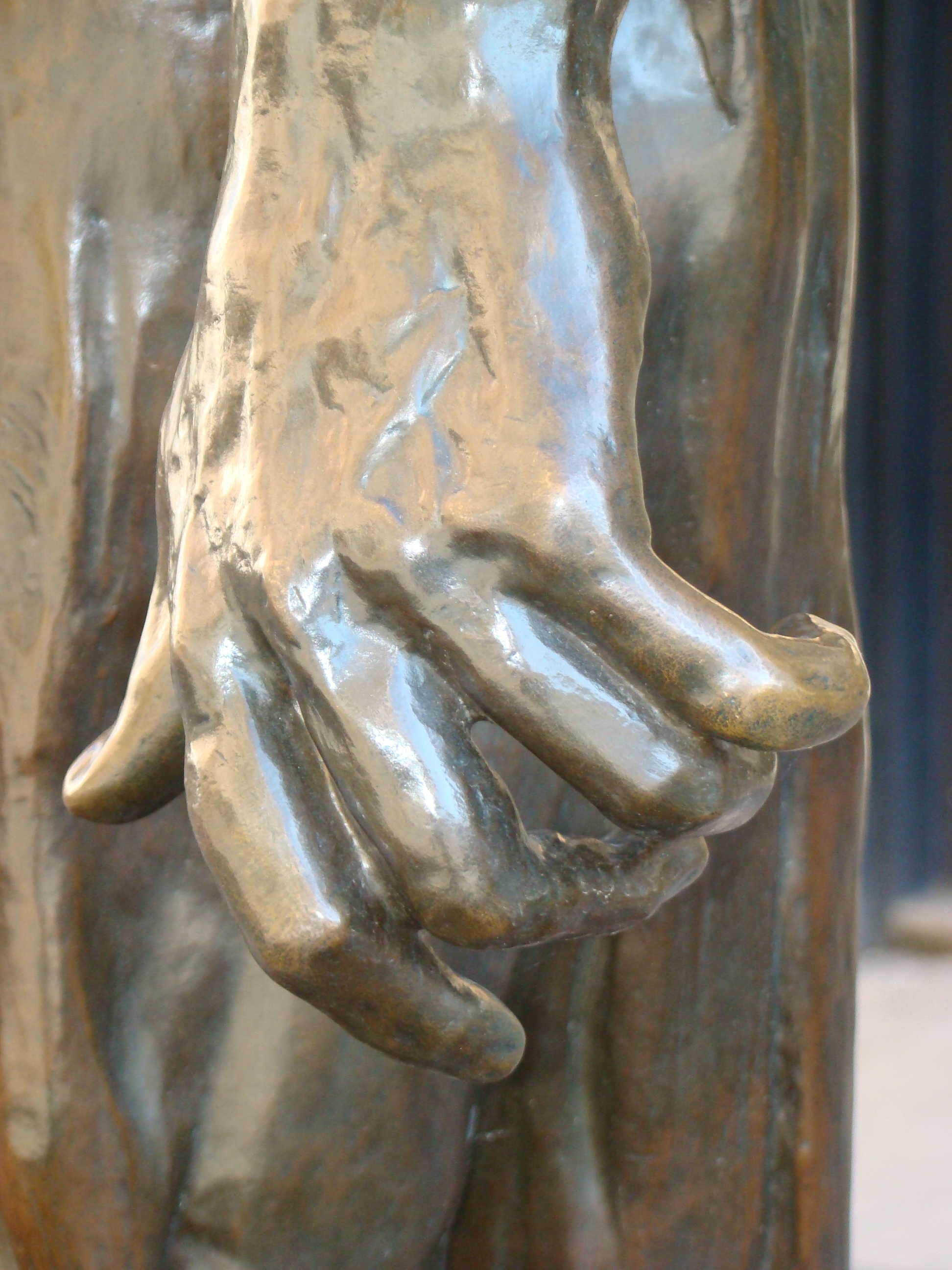
La main gauche
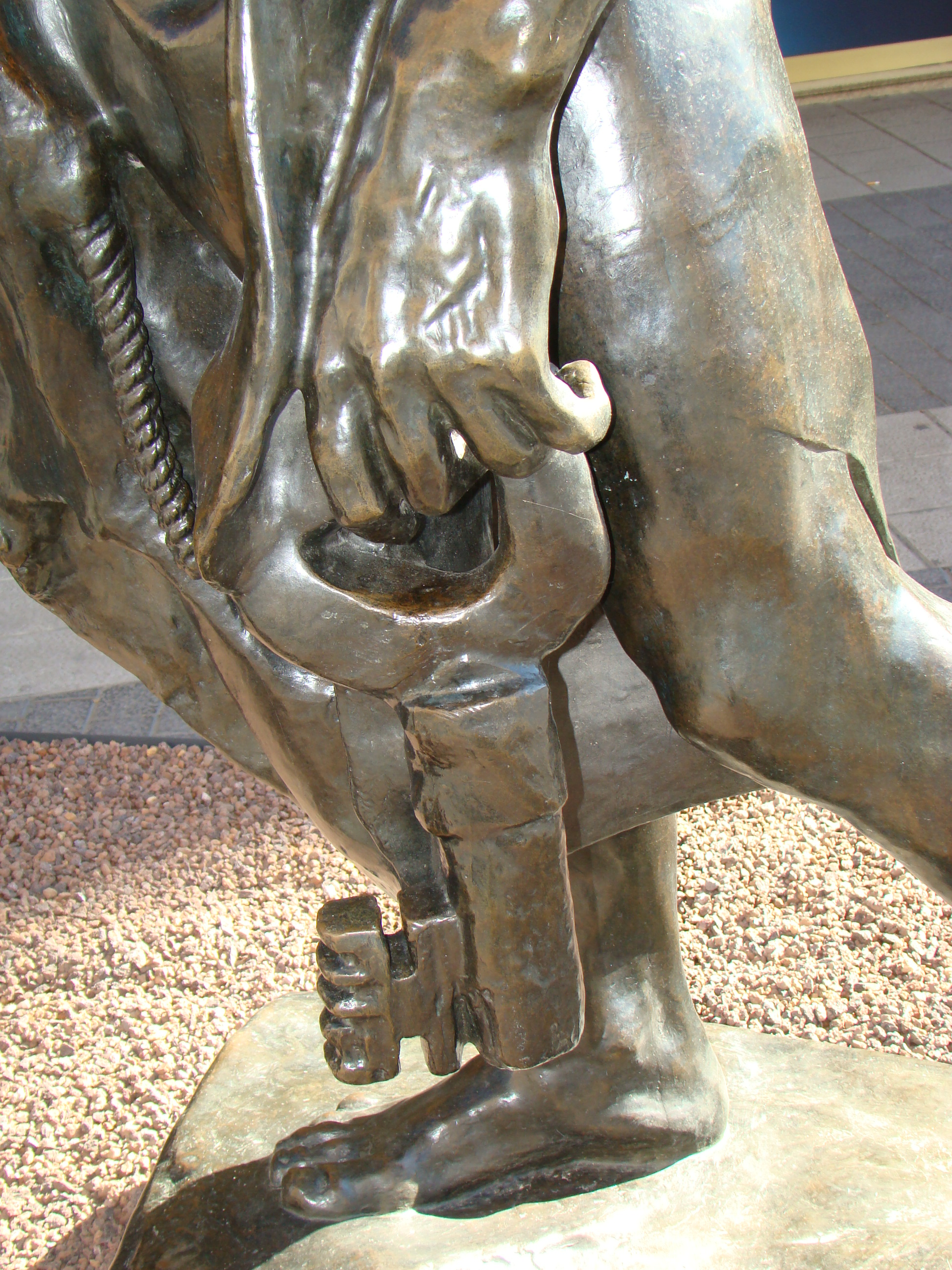
La clef